# Yevdokiya Zavaliy
Yevdokiya Zavaliy (en russe : Евдокия Николаевна Завалий, en ukrainien : Євдокія Миколаївна Завалій) est une militaire soviétique née le 28 mai 1924 à Novyï Bouh et morte le 5 mai 2010 à Kyiv.

## Biographie
Elle est embarquée par l'invasion de l'Ukraine par l'armée Nazie, elle soigne des blessés puis sert comme infirmière dans la cavalerie soviétique. En 1943 elle suivait des cours d'officier pendant six mois et devient commandant des forces spéciales dans le 83e brigade d'infanterie de marine. Elle a participé à la bataille du Mont Sapoune lors de l'offensive de Crimée, Bataille du Dniepr, Ukraine, Roumanie, Hongrie, Yougoslavie, Tchécoslovaquie, l'offensive de Budapest.